# Espen Barth Eide
Espen Barth Eide (født 1. maj 1964 i Oslo) er en norsk politilog og politiker (Ap) som fra 2023 er udenrigsminister i Jonas Gahr Støres regering. Han har været medlem af Stortinget valgt i Oslo siden 2017. Han var forsvarsminister 2011–2012 og udenrigsminister 2012–2013 i Jens Stoltenbergs anden regering, og klima- og miljøminister 2021–2023 i Jonas Gahr Støres regering.
Han er søn af jurist og menneskerettighedsekspert Asbjørn Eide og professor Wenche Barth Eide, og voksede op på i Oslo. Efter at have dimitteret fra Oslo katedralskole blev han cand.polit. i statsvidenskab ved Universitetet i Oslo i 1993. I 1991 var han udvekslingsstudent ved Det frie universitet i Barcelona i Spanien. Barth Eide var projektleder 1991–1993 og generalsekretær 1992–1993 i Europabevægelsen i Norge. I 1993 blev han forsker ved Norsk udenrigspolitisk institut (NUPI), hvor han ledede FN-programmet 1996–2000 og afdelingen for international politik 2002–2005.
I sin ungdom tilhørte han kredsen omkring blandt andre Jens Stoltenberg, Ole Jacob Frich, Hanne Harlem og Turid Birkeland i Majorstua AUF, som opnåede stor indflydelse i partiet. I 1988 var Barth Eide politisk sekretær for Arbeiderpartiets bystyregruppe. Han var statssekretær i Norges Udenrigsministerium 2000–2001, Forsvarsministeriet 2005–2010 og Udenrigsministeriet 2010–2011, og har været betegnet som "en af de mægtigste politikere i det norske regeringsapparat." Barth Eide var forsvarsminister fra 11. november 2011, og blev udnævnt til udenrigsminister i Jens Stoltenbergs anden regering den 21. september 2012. Han er bestyrelsesmedlem i Det europæiske socialdemokratiske parti fra 2001 og medlem af Arbeiderpartiets internationale udvalg.
Han blev kåret til "Morgendagens verdensleder" af World Economic Forum i 2003, og blev tildelt Norsk Petroleumsforenings studiefonds pris for en analyse af norske interesser i Nordområderne i 2005.
Espen Barth Eide var fra 22. august 2014 til 14. august 2017 særlig udsending til Cypern for Generalsekretær for FN, Ban Ki-moon (til 2016) og Antonio Guterres (fra 2017) Fra 2014 til 2016 var han en af flere administrerende direktører i World Economic Forum.

## Eksterne Henvisninger
- Wikimedia Commons har flere filer relateret til Espen Barth Eide
- "Utenriksminister Espen Barth Eide". Utenriksdepartementet. Arkiveret fra originalen 8. december 2012. Hentet 1. december 2012.